# 托马斯·威克利

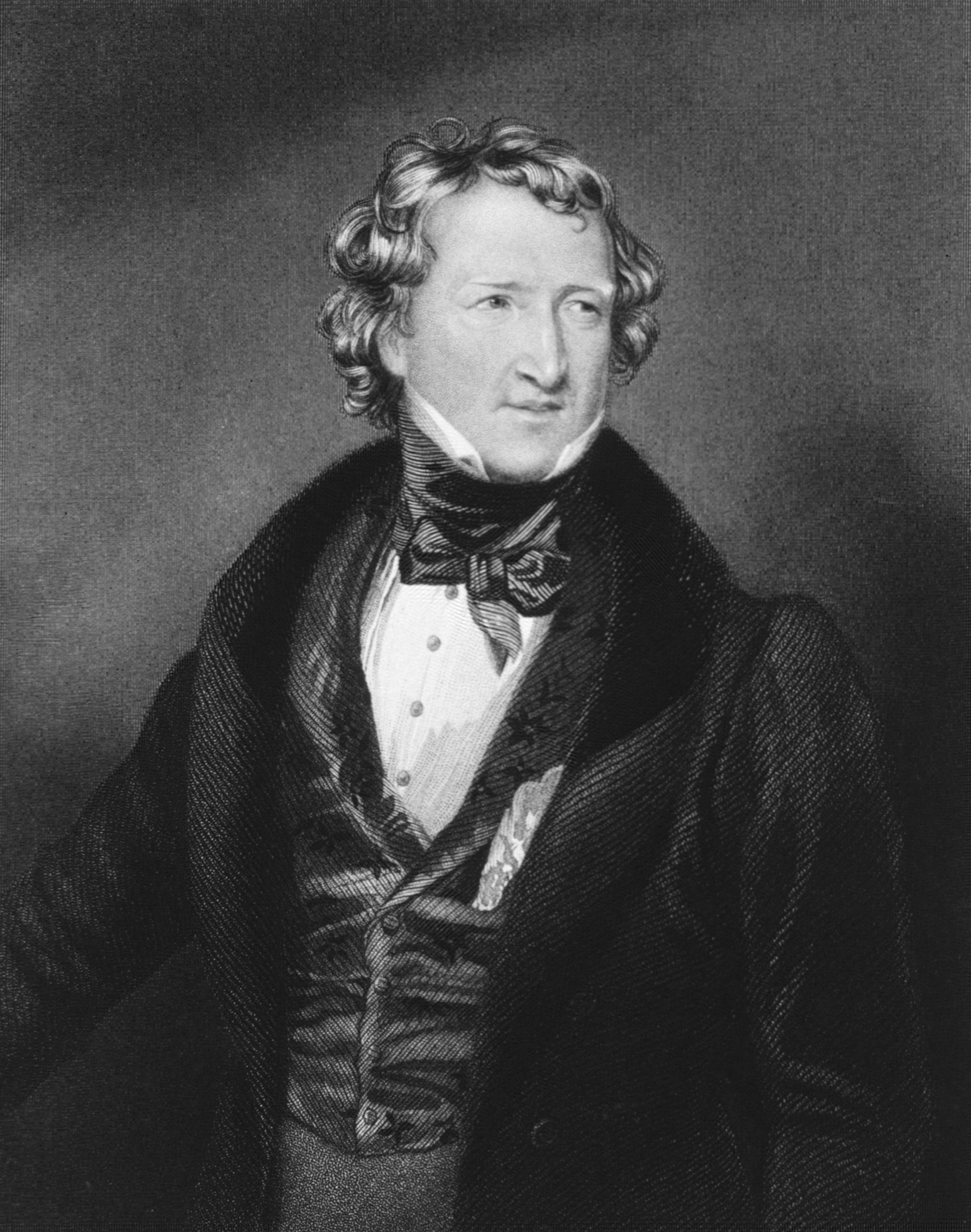
托马斯·威克利

托马斯·威克利（1795年7月11日 – 1862年5月16日）是一位英国外科医生。他還是柳葉刀的創始人之一。

## 生平
22岁时，托马斯·威克利成为一名外科医生，在摄政街开始行医。1820年与聖托馬斯醫院院长的女兒結婚。 
1823年，托马斯·威克利与威廉·克伯特等人一起创办了柳葉刀 。 
1835年，托马斯·威克利當選英国议会议员，任期一直至1852 年。 
1862年5月16日，托马斯·威克利因结核病身亡。  :494